# Lapa (Paraná)
Lapa est une ville brésilienne de l'État du Paraná. Sa population était estimée à 47 294 habitants en 2014.